# Mazaj
Mazaj (persiska: مَزج, مَگاس, مَغز, مَزَج, مزج, Maghāzu, Magās) är en ort i Iran.   Den ligger i provinsen Semnan, i den norra delen av landet, 400 km öster om huvudstaden Teheran. Mazaj ligger 1 251 meter över havet och antalet invånare är 666.
Terrängen runt Mazaj är platt åt sydost, men åt nordväst är den kuperad.Runt Mazaj är det mycket glesbefolkat, med 5 invånare per kvadratkilometer. Närmaste större samhälle är Kalāteh-ye Khīj, 11,6 km nordväst om Mazaj. Trakten runt Mazaj är ofruktbar med lite eller ingen växtlighet.